# Città di Mestre Calcio a 5
La Società Sportiva Dilettantistica arl Città di Mestre Calcio a 5, nota semplicemente come Città di Mestre, è stata una squadra italiana di calcio a 5 con sede a Mestre nel Comune di Venezia
Fondata nel maggio 2005, nella stagione 2023-2024 ha militato nel campionato nazionale di Serie A2 Élite (secondo livello della piramide calcistica nazionale). Nell'estate 2024 la società si fonde con un'altra società mestrina, la Fenice VeneziaMestre Calcio a 5 (anch'essa in A2 Élite) dando origine al MestreFenice C5 che nella stagione 2024-25 gioca in serie A2 Élite.

## Storia

### Le origini (2005-2013)
Le prime esperienze ed i primi tornei risalgono al periodo 1999-2004 quando un gruppo di amici partecipa ai tornei del Redentore di Malcontenta.
Il 12 maggio 2005 un gruppo di amici (Marco Chiozzotto, Cristiano Scussat, Andrea Moscarella, Stefano Goldoni e Mario Boscalia), provenienti tutti dal calcio ad 11, fa nascere il Malcontenta C5 che si iscrive al campionato nell'ottobre 2005 (CSI provinciale di Venezia).
Marco Chiozzotto, di quella new entry del calcio a 5, riveste la doppia carica di capitano, sul campo, e di Presidente della società.
Negli anni successivi arrivano le prime vittorie: due coppe “fair play” nazionale (2007 e 2011), un titolo regionale (2011) e due titoli provinciali (2007 e 2009).
Il Malcontenta C5 a partire dal campionato 2007/2008, si iscrive anche al campionato di serie D della FIGC calcio a 5. Sotto la guida di Mr Alessandro Busso, dopo due stagioni da vertice (2007/2008 vittoria playoff provinciali e 2008/2009 vittoria playoff provinciali e mancata promozione in C2 per differenza reti) nel campionato 2009/2010 riesce a centrare la promozione in serie C2 collezionando 24 vittorie, 4 pareggi e nessuna sconfitta. Al campionato, vinto in quella stagione davanti al Bissuola (Polisportiva Bissuola, altra squadra mestrina), si aggiunge anche la conquista della Coppa Venezia di categoria.
Nella stagione 2010/2011, in serie C2, il cambio di categoria si fa sentire e la stagione culmina con una sofferta retrocessione.
Nella stagione 2011/2012, ripescata, la squadra partecipa ancora al campionato di serie C2, centrando la salvezza. I risultati non cambiano nemmeno nel campionato successivo, 2012/2013, conclusosi con i punti sufficienti a mantenere la categoria.

### Il cambio del nome e le promozioni in serie C1, B ed A2 (2013-2020)
Con la stagione 2013/2014 arriva il salto di qualità: la società cambia denominazione sociale nell’attuale Città di Mestre ed i colori diventano arancio-neri. Sotto la direzione di Mr Davide Campagner e del nuovo Direttore Sportivo Mariano Bidoia, la squadra trionfa in campionato (29 vittorie ed una sconfitta) e vince anche la Coppa Veneto di categoria. È una stagione esaltante, in cui si pongono le basi per le stagioni future che regaleranno ai tanti tifosi arancioneri altre gioie e trofei.
Nella stagione 2014/2015, al primo anno di partecipazione al campionato di serie C1, la squadra, sempre sotto la guida di Mr Campagner, si piazza al terzo posto in campionato, partecipa e vince prima i play off regionali e, successivamente, quelli nazionali e regala alla città la prima storica promozione in serie B nazionale. Dulcis in fundo, vince anche la Coppa Italia di Categoria (fase regionale).
Nella stagione 2015/2016, si parte ancora con il piede giusto. A settembre, la squadra, neopromossa in serie B nazionale, conquista la Supercoppa Veneto battendo, nel girone a tre, sia il Gifema che la Fenice Veneziamestre. In campionato, invece, si raggiunge una tranquilla salvezza piazzandosi all’ottavo posto.
Da ricordare la grande stagione della squadra CSI eccellenza, che conquista il titolo di campione del Veneto.
Nella stagione 2016/2017, al secondo anno di militanza nel campionato nazionale di serie B, la squadra, affidata a Mr Michele Frizziero, si piazza al sesto posto sfiorando la qualificazione ai play off: l’ambito traguardo viene raggiunto da un’altra società che, grazie a una vittoria a tavolino, scavalca di un punto il Città di Mestre in classifica aggiudicandosi l’ultima piazza disponibile.
Degni di nota, in questa stagione sportiva, sono anche la conquista della Coppa Veneto fair play da parte della squadra CSI eccellenza e la crescita numerica e qualitativa del settore giovanile.
Nella stagione 2017/2018 si partecipa per il terzo anno consecutivo al campionato nazionale di serie B.
Anche in questa stagione si sfiora la qualificazione ai play off e ci si piazza al sesto posto con 32 punti.
Nella stagione 2018/2019 la società interviene massicciamente sul mercato e consegna a Mr Frizziero una squadra competitiva, pronta a puntare almeno ai play off, vera e propria chimera per la società arancionera. I risultati purtroppo non arrivano e le aspettative dei tifosi vengono deluse. Mr Frizziero viene esonerato e nemmeno il suo sostituto, Mr. Diego Giacon, riesce a guidare la squadra a raggiungere il traguardo dei play off. La stagione finisce ancora al sesto posto.
Dopo la deludente stagione 2018/2019, quella successiva, 2019/2020, parte con i migliori auspici.
Dal punto di vista societario, il Città di Mestre C5, da Associazione Sportiva Dilettantistica (ASD), diventa Società Sportiva Dilettantistica a Responsabilità Limitata (SSD arl).
La squadra, grazie al lavoro svolto dal Presidente Marco Chiozzotto e dal Direttore Sportivo Mariano Bidoia, viene rivoluzionata: sotto la direzione di Mr Antonio Candeo, scelto per la sua grande esperienza e competenza sul campo, ma anche per le grandi doti umane, riesce a plasmare una compagine solida, concreta, capace fin da subito di imporre il proprio gioco e dominare il girone C del campionato di serie B nazionale. I numeri sono esaltanti: undici punti di distacco dalla seconda in classifica (Sporting Altamarca) a cinque giornate dalla conclusione del campionato; miglior difesa rispetto a tutte le 91 squadre che partecipano, suddivise in otto gironi, al campionato nazionale di serie B nazionale; primi assoluti nella classifica della Coppa Disciplina di categoria. Con la sospensione dei campionati a causa del covid 19 la classifica viene congelata ed a fine stagione il Città di Mestre è promosso in serie A2.

### La serie A2 2020-21
La stagione 2020-2021 in serie A2 per il Città di Mestre comincia dopo 5 giornate (a causa dei rinvii partite causa covid) e nelle prime due gare (a Massa ed il recupero con il Milano C5 del 8 dicembre) il Mestre pareggia entrambe 2-2. La prima vittoria in A2 (dopo 5 pareggi e due sconfitte, con 4 partite da recuperare) avviene in trasferta il 16 gennaio 2021 (prima di ritorno) a Milano (5-1). Ma la gioia dura poco: il sabato successivo Mestre perde malamente in casa contro l'Arzignano (0-8 complici molte assenze di rilievo) ed il lunedì successivo 26 gennaio la società e l'allenatore Luigi Regondi decidono in consensuale accordo di risolvere il contratto che li legava. Sostituto allenatore ritorna Antonio Candeo (che aveva lasciato il calcio a 5 dopo la vittoriosa stagione precedente a Mestre). Il debutto del nuovo allenatore è positivo: il 30 gennaio il Città di Mestre espugna Aosta 4-2. Il sabato successivo (recupero 7ª giornata) espugna anche Prato (ultimo) 3-2 e, con 14 punti, si porta in 9ª posizione in classifica, fuori dai play-out. Dopo la sconfitta casalinga di misura (1-2) con il Città di Massa, secondo in classifica, il Città di Mestre si riprende e coglie due pareggi (il recupero e il ritorno, 3-3 e 4-4) con il L84 (Volpiano, TO) primo in classifica (e poi promosso in serie A1) e poi va a vincere (ancora fuoricasa) con l'U.S. Saints Pagnano (7-5 il 27/2/2021) e lo scavalca all'ottavo posto in classifica, allontanandosi ancor più dalla zona playout. Il 6 marzo arriva la prima vittoria casalinga al PalaFranchetti (6-2) contro il Prato ed il Città di Mestre si porta al 6º posto in classifica (parimerito con altre 2 squadre). Il 6 aprile avviene il ritiro dal campionato del Bubi Merano e pertanto il Città di Mestre ha la matematica certezza della salvezza raggiunta. Dopo il pareggio (3-3) nel derby coi cugini "arlecchini" (poiché arancio-nero-verdi) della Fenice VeneziaMestre, il 24 aprile Mestre vince (5-2) col Futsal Villorba e chiude il campionato al 7º posto in classifica (27 punti), davanti ai cugini "arlecchini" (8° a 23 punti). Ai primi di luglio l'annuncio del nuovo tecnico (Antonio Candeo lascia il C5): la panchina viene affidata a Luca Mastrogiovanni.

### La serie A2 2021-22
La stagione 2021-22 comincia con una vittoria (7-3) a Villorba contro il Futsal, alla seconda giornata vince (7-3) con la Sampdoria Futsal ed alla terza vince (fuoricasa, 5-1) il derby con gli "arlecchini" della Fenice. Il Mestre prosegue la stagione prima in classifica (alla settima giornata è prima solitaria) fino all'ottava giornata compresa, quando perde malamente in casa (0-6) con il CS Gisinti Pistoia. Dalla nona giornata prosegue come secondo ed all'undicesima giornata, prima della pausa natalizia, con il ritiro del Porto San Giorgio, è ancora secondo con 24 punti ad un punto dal Pistoia, vantando il miglior attacco del girone (52 reti). Il 15 dicembre il pivot italobrasiliano Erick Bellomo viene a far parte della rosa mestrina. Il 15 gennaio, alla fine del girone d'andata (e con una partita da recuperare), con la vittoria (8-5) contro il Città di Massa, la squadra festeggia la solitaria prima posizione in classifica (27 punti) e la prima storica qualificazione alle finali di Coppa Italia di serie A2. Sempre a gennaio il nuovo sponsor della squadra: è il Green Proget Agency. Nel girone di ritorno la marcia prosegue con la vittoria contro il Futsal Villorba (6-2), sempre con il miglior attacco del girone (69 reti fatte contro 41 subite). Il 29 gennaio il primo pareggio: 4-4 a Genova in casa della Sampdoria Futsal (quarta forza del campionato ed aspirante terza con 2 partite da recuperare) e mantiene la vetta solitaria della classifica con 31 punti grazie al contemporaneo pareggio (2-2) del CS Gisinti Pistoia a Mestre con la Fenice. Il sabato successivo, proprio nel derby con i cugini "arlecchini" della Fenice, il Città di Mestre perde roccambolescamente in casa (4-5) all'ultimo minuto (subendo gol al 19,01 e 19,43 dal brasiliano Belleboni), ma mantiene la vetta grazie al turno di riposo del Gisinti Pistoia (a 27 punti ma che deve recuperare una partita), e si avvicina in classifica (a 2 punti) il Modena Cavezzo Futsal, altra squadra che ha battuto il Città di Mestre nel recupero di gennaio. Il 12 febbraio Mestre osserva un turno di riposo e viene raggiunto in classifica a 31 punti dal Gisinti Pistoia e dalla Sampdoria Futsal (quest'ultima però ha una partita in più). Il sabato successivo al PalaFranchetti il Città di Mestre vince (6-3) col VIS Gubbio e resta al comando della classifica. Il 23 febbraio il primo turno di qualificazione alle Final Four di Coppa Italia al PalaFranchetti contro il Sampdoria Futsal, partita nervosissima e tesissima (2 espulsi sampdoriani) dove Mestre era in vantaggio 5-3 (3-2 P.T.) ma subisce la rimonta dei blucerchiati al 5 pari, con cui si chiudono i tempi regolamentari, con i conseguenti due supplementari d'obbligo dove il punteggio resta però bloccato, ed in base al miglior piazzamento alla fine del girone d'andata il Città di Mestre passa al II° turno di qualificazione dove il 9 marzo affronterà il CS Gisinti Pistoia. Il 5 marzo il Città di Mestre ha un calo di rendimento e pareggia in casa (2-2) con lo Sporting Altamarca Futsal (neopromossa che lotta in zona playout) e si ritrova seconda in classifica (35 punti) a 3 punti dal Sampdoria Futsal, con una partita da recuperare (con il Lenzi automobili Prato). L'otto marzo al PalaFranchetti il quarto di finale di Coppa Italia, per l'accesso alle Final Four, contro il CS Gisinti Pistoia partita tiratissima con i tempi regolamentari che si chiudono sul 4-4 ed il primo supplementare 5-5. Al secondo supplementare il Green Proget Agency Città di Mestre perde 5-7, uscendo dalla manifestazione. La partita si ripeterà a campi invertiti il sabato successivo 12 marzo e vale la testa del campionato (il Sampdoria Futsal riposa). La partita finisce in pareggio (3-3, con un tiro di Mazzon del Mestre a 30 secondi dalla fine che prende la traversa, poi rimbalza 20-30 centimetri oltre la linea, nuovamente sulla traversa e poi ritorna in campo, ma il gol non viene visto e convalidato dagli arbitri: un errore che alla fine varrà la perdita del primo posto in campionato) ed il Città di Mestre è secondo in classifica (36 punti) a 2 punti dal Sampdoria Futsal, con una partita da recuperare. Il CS Gisinti Pistoia è terzo a 35 punti (con 1 partita da recuperare e 2 riposi fatti) ed ha la meglio negli scontri diretti con Mestre (vittoria e pareggio). Il Città di Mestre continua a vantare il miglior attacco del girone (88 reti). Il recupero del CS Gisinti Pistoia vede tale squadra vittoriosa (e passa quindi a 38 punti) ma il sabato successivo, in contemporanea col secondo riposo del Mestre, il CS Gisinti Pistoia pareggia ad Ancona (3-3) con il CUS, ultimo in classifica, mentre il Sampdoria Futsal vince con la Fenice. La classifica vede il Sampdoria Futsal a 41 punti (1 riposo da farsi), il CS Gisinti Pistoia a 39 e Mestre a 36. Il 23 marzo il recupero di Prato vede vittorioso il Città di Mestre (6-1) che si riporta secondo a 39 punti assieme al CS Gisinti Pistoia.
Il 10 aprile la ripresa del campionato vede il Città di Mestre vittorioso (8-2) col CUS Ancona e (grazie al riposo del Sampdoria Futsal) sale al primo posto a 42 punti, sempre in coabitazione col CS Gisinti Pistoia. Il sabato successivo le tre squadre di testa vincono tutte, lasciando la classifica invariata. La penultima giornata il 30 aprile vede invece il Città di Mestre sconfitto in casa dalla "bestia nera" (aveva perso 8-3 a Modena all'andata) Modena-Cavezzo Futsal e viene raggiunto in seconda posizione a 45 punti (ma con gli scontri diretti favorevoli) dalla Sampdoria Futsal, dando addio alle speranze di promozione diretta poiché il CS Gisinti Pistoia vince a Massa salendo a 48 punti con gli scontri diretti favorevoli sul Città di Mestre. Il 7 maggio l'ultima giornata vede Mestre vincere a Massa (4-3), la Sampdoria Futsal vincente in casa propria ed il CS Gisinti Pistoia perdente a Villorba (6-4), con un arrivo finale a 48 punti per tutte e 3 le squadre, dove per la classifica avulsa il CS Gisinti Pistoia è primo, Mestre secondo (con il miglior attacco del girone, 115 gol) ed il Sampdoria Futsal terzo. Mestre accede quindi ai playoff dove il 14 maggio (al PalaFranchetti) incontra il Città di Massa, vincendo (4-0) e qualificandosi al secondo turno contro il Sampdoria Futsal. Secondo turno che viene vinto (4-2) ed il città di Mestre si qualifica alla semifinale di sabato 28 maggio a Pomezia, dove incontra la vincitrice della Coppa Italia di serie A2 2021-22, Fortutudo Pomezia 1957. La partita (con 42° di temperatura) finisce 3-2 per il Pomezia che si qualifica alla finale, eliminando il Città di Mestre. Ironia della sorte è che sia il Pomezia (che batte 7-0 in finale playoff l'Active Viterbo) che il CS Gisinti Pistoia vengono promosse in A1. Pochi giorni dopo la fine del campionato, l'annuncio dell'allenatore Luca Mastrogiovanni che lascia il Città di Mestre, ed il 10 giugno l'annuncio del nuovo allenatore che è il mestrino Kim Serandrei (proveniente dallo Sporting Altamarca in A2 e con un passato con Diavoli Rossi, P5 e Tibi Rossano, ma anche futsal femminile con Grisignano e Città di Thiene). Il 7 settembre il Presidente Marco Chiozzotto ritira a Roma la Coppa Disciplina di serie A2 2021-22 vinta dal Città di Mestre.

### La serie A2 2022-23, la promozione nella nuova Serie A2 Élite
La stagione 2022-23 comincia il 24 settembre a Schio contro l'Altovicentino dove Mestre vince (3-2), cui segue il derby con la Fenice, vinto (6-1). Il sabato successivo il pareggio (3-3) a Bresso, mantenendo comunque la vetta della classifica (in coabitazione col Leonardo Cagliari). Il sabato 15 ottobre l'incontro al PalaFranchetti con l'Olimpia Verona (a 6 punti e con una partita da recuperare), partita segnata dall'espulsione di Juanillo e che Mestre perde (4-6), finendo quarta in classifica. La giornata successiva a Cagliari contro il Leonardo, Mestre perde (7-0) passando 5° ed il sabato 29 ottobre perde ancora al PalaFranchetti contro l'ultima in classifica, il Aosta Calcio 511 (3-4) sprofondando 11^ in classifica ed in crisi (mai fatte 3 sconfitte consecutive in A2). La giornata successiva, il primo novembre, perde (7-6) a Merate con il Saints Pagnano. Il 5 novembre la vittoria casalinga (7-3) con il Orange Futsal Asti e Mestre risale al 10º posto in classifica, posizione che viene mantenuta anche con la sconfitta casalinga (2-7) contro la seconda in classifica, la Sampdoria Futsal. Come conseguenza l'allenatore Kim Serandrei rassegna le proprie dimissioni, ed il lunedi 14 novembre viene sostituito da Alessandro De Martin (4 stagioni al Villorba ed una al Gruppo Fassina di Mareno di Piave, sempre in A2). Al debutto il nuovo allenatore ottiene un pareggio (4-4) a Maser in casa dello Sporting Altamarca (5°), rimanendo ancora 10º in classifica. Il sabato successivo vince (5-3) con il Elledì Futsal Cuneo, salendo al 9º posto in classifica e la giornata successiva vince a Milano (3-2) portandosi al 8º posto in classifica, a 2 punti dalla zona playoff. La partita casalinga successiva vede uno stop (5-4) da parte del Lecco ma i punti dalla zona playoff rimangono sempre due. Il martedì successivo il pareggio (7-7) a Pordenone ed all'ultima di andata la vittoria (6-3) contro il Futsal Villorba, chiudendo a 21 punti, a 4 dalla zona playoff. Alla prima di ritorno il pareggio (4-4) al Palafranchetti contro l'Altovicentino, ed i punti dalla zona playoff salgono a 5. La prima partita del nuovo anno vede la vittoria (8-4) nel derby in casa dei cugini "arlecchini" della Fenice, ed i punti dalla zona playoff scendono a 4. La partita successiva vede la vittoria (6-1) contro la Domus Bresso, ed i punti dalla zona playoff scendono a 2. Il sabato successivo Mestre vince (4-1) a Verona in casa dell'Olimpia (prima in classifica con 12 punti di vantaggio) e sale al 6º posto (zona playoff) con un punto di vantaggio sullo Sporting Altamarca (perdente a Cagliari). L'ultimo sabato di gennaio vede il città di Mestre sconfitto al Palafranchetti dal Leonardo Cagliari (2-4) ed in classifica torna 7°, a 2 punti dallo Sporting Altamarca vincente contro il Pordenone. La giornata successiva vede la vittoria del Città di Mestre in casa dell'Aosta Calcio 511 (3-2) ed i punti dalla zona playoff scendono ad 1. L'undici febbraio la vittoria (6-4) sul Saints Pagnano e sale al sesto posto con un punto di vantaggio sullo Sporting Altamarca, ad un punto dal Pordenone (vincente anch'esso) ed a 3 punti dal 3º e 4º posto. Il sabato successivo la vittoria (7-6) ad Asti contro l'Orange Futsal e Mestre sale a 40 punti al 3º posto in classifica in coabitazione con il Lecco ed il Leonardo Cagliari, e con 4 punti di vantaggio sullo Sporting Altamarca (7°). L'ultimo sabato di febbraio vede il Città di Mestre perdente (2-0) a Genova contro la seconda in classifica Sampdoria Futsal ed è quarto a 40 punti in coabitazione con il Leonardo Cagliari ed il Pordenone, a 3 punti dal Lecco e con un punto di vantaggio sullo Sporting Altamarca che incontra il primo sabato di marzo, perdendo (4-7) e ritrovandosi superata dallo stesso, 5^ a parimerito con Leonardo Cagliari e Pordenone.Il 18 marzo il pareggio (5-5) a Cuneo con l'Elledì Futsal e Mestre scende al 6º posto, a 2 punti da Pordenone e Sporting Altamarca e con un punto di vantaggio sul Leonardo Cagliari. Il sabato successivo la partita casalinga con il Milano C5 che a 7 secondi dalla fine raggiunge il gol del pareggio (2-2) e Mestre viene superato in classifica da Leonardo Cagliari e scende in settima posizione. Il primo sabato di aprile la sconfitta a Lecco ma Mestre rimane ad un punto dalla zona playoff, col Leonardo perdente. Il sabato prima di pasqua la sconfitta casalinga col Pordenone (5-7) e Mestre scivola 8° dando un semiaddio ai playoff (a parte improbabili risultati all'ultima giornata). All'ultima giornata il Città di Mestre vince in casa del Futsal Villorba (7-6) e grazie ai risultati degli altri campi (sconfitta del Leonardo e pareggio del Saints Pagnano) scavalca queste squadre e sale al 6º posto in classifica, che porta ai playoff ed alla promozione nella nuova serie "Serie A2 Élite" per la stagione 2023-24. Al primo turno dei playoff (22 e 29 aprile) incontra la Pirossigeno Cosenza, seconda classificata del girone C. La prima partita a Mestre il 22 aprile vede prevalere (2-0) la squadra ospite. La partita di ritorno si conclude col punteggio finale di 4-2 per il Pirossigeno Cosenza che passa quindi il turno (vincerà i playoff e verrà promossa in A1).

### La Serie A2 Élite 2023-24
Il campionato 2023-24 comincia il 30 settembre, con la trasferta al Palagozzano di Padova contro il Vinumitaly Petrarca (retrocesso dall'A1 e tra le favorite alla promozione) che vince l'incontro (5-2). La seconda partita in casa, al PalaFranchetti contro il Lecco viene vinta (5-3). Il 21 ottobre la trasferta col Saints Pagnano che vede Mestre vittoriosa (7-3) e Mestre sale in 2ª posizione in classifica (parimerito con altre 3 squadre). La partita successiva vede la vittoria (5-1) contro il Leonardo Cagliari e Mestre raggiunge il primato con 9 punti (ma con Petrarca e Sporting Altamarca che hanno già fatto la sosta). Il primo novembre la sconfitta a Caramagna (CN) dall'Elledì (5-4) e Mestre scende terza. Il sabato successivo la vittoria casalinga (10-1) sulla Nuova Comauto Pistoia e con 12 punti sale seconda in classifica parimerito con Pordenone, dietro al Petrarca con 15 punti (a punteggio pieno). Sabato 11 novembre il derby mestrino in casa dei cugini "arlecchini" della Fenice si conclude in pareggio (3-3) ed il Città di Mestre con 13 punti è terzo in classifica (parimerito con Leonardo ed Elledì). Il sabato successivo la sconfitta casalinga 2-3) con lo Sporting Altamarca, ed in classifica Mestre scende al sesto posto. Sabato 25 novembre l'incontro in casa del Modena Cavezzo Futsal dove ad 8 secondi dalla fine il Mestre subisce il gol del pareggio modenese (6-6), ed in classifica sale al 5º posto. Sabato 2 dicembre la difficile partita col Pordenone (secondo in classifica) che vede la vittoria degli ospiti (2-3) e Mestre scende al settimo posto in classifica. Nell'anticipo dell'Immacolata la sconfitta a Genova (7-3) dal CDM Futsal ed in classifica resta settimo, ma a sei punti dalla zona palyoff. Il 20 dicembre a Faenza, a margine dell'incontro tra Italia a Spagna, il presidente Marco Chiozzotto ha ricevuto la coppa per la promozione in Serie A2 Élite. Il 23 dicembre l'ultima partita dell'anno (il 30 dicembre Mestre riposa) contro L'Altovicentino Futsal che viene vinta (5-1) e Mestre resta settima, a 3 punti dalla zona playoff. Conquistato l'accesso al turno preliminare di Coppa Italia. Dopo l'ultima di andata, Mestre è settima, a 4 punti dalla zona playoff. Il 6 gennaio a prima di ritorno, in casa con la capolista imbattuta Vinumitaly Petrarca, partita che viene vinta (9-7) e Mestre rimane settima, sempre a 4 punti dalla zona playoff. La partita seguente a Lecco viene persa (4-3 con mezza squadra infortunata) ed in classifica passa ottava, a 5 punti dalla zona playoff. Sempre con mezza squadra infortunata, sabato 20 l'incontro casalingo con il Saints Pagnano che viene perso (7-9) ed in classifica scende nono, sempre a 5 punti dalla zona playoff. Martedì 23 la partita di Coppa Italia al PalaFlora di Pordenone dove il Città di Mestre vince ai supplementari (3-2) e passa ai turno di qualificazione alle "Final Four" dove incontrerà a Maser lo Sporting Altamarca. Sabato 27 l'incontro a Cagliari col Leonardo, partita che il Città di Mestre perde malamente (12-2, peggior risultato della stagione) scendendo 10º in classifica e dando un addio ai playoff che sono ad 8 punti di distacco. Il 29 gennaio l'annuncio delle dimissioni dell'allenatore Alessandro De Martin. Il Città di Mestre, nel segno della continuità, lo sostituisce con il suo vice (ed allenatore dell'Under 19 nazionale) Mirco Vecchiato. L'undici febbraio al Franchetti la prima partita col "nuovo" allenatore Contro l'Elledì Cuneo), che si conclude con la vittoria (6-5) del Città di Mestre che sale ottavo in classifica. Martedì 13 febbraio l'incontro di Coppa Italia a Maser contro lo Sporting Altamarca, partita che viene vinta dal Città di Mestre (7-3) che si qualifica quindi per le Final Four che si terranno a Policoro (Basilicata) il 23 e 24 marzo, la semifinale sarà Città di Mestre - Roma. Sabato 17 la trasferta di Pistoia contro la Nuova Comauto, partita che il Città di Mestre vince (4-1) ed in classifica è sempre ottavo, a 3 punti dalla zona playoff occupata dal Leonardo Cagliari (con la quale è in svantaggio negli scontri diretti, per cui i punti diventano quattro). Sabato 24 febbraio (con le assenze mestrine di Mazzon, Pires, Ortolan e Ruzzene) il derby casalingo contro la Fenice VeneziaMestre che finisce in pareggio (5-5) ed in classifica il città di Mestre resta ottavo, a quattro punti dalla zona playoff. Sabato 2 marzo la partita a Maser contro lo Sporting Altamarca, secondo in classifica, vinta dal Città di Mestre (5-4) che in classifica si porta settimo, a quattro punti dalla quarta e quinta posizione. Sabato 9 la partita casalinga contro il Modena Cavezzo Futsal che viene vinta (4-3) ed in classifica il Città di Mestre resta settimo, a due punti dalla quarta ed un punto dalla quinta e sesta posizione. Seguirà la trasferta al PalaFlora di Pordenone, contro la locale squadra, seconda in classifica. La partita viene vinta dal Città di Mestre (2-1) che con 36 punti in classifica sale in quinta posizione, ad un punto dal CDM Futsal che incontrerà a Mestre nella seguente giornata del 6 aprile. Il 23 marzo a Policoro le Final Four di Coppa Italia dove in semifinale il Città di Mestre incontra la Roma. La partita viene vinta (2-1) dal Città di Mestre che si qualifica quindi per la finale dove incontra il Vinumitaly Petrarca (vincente sull'Itria 7-6 dopo i calci di rigore). Nella finale, il primo tempo finisce col punteggio di 2-1 a favore del Petrarca, Bastini portiere del Petrarca è MVP della partita, e negli ultimi tre minuti del secondo tempo (con Mestre sbilanciata in avanti alla ricerca del gol del pareggio) Padova segna ancora (da centro campo e dalla propria area, a porta vuota, e rubando anche un'ultima palla) e vince la partita (5-1). L'indomani della manifestazione arriva al Città di Mestre una lettera del Presidente della Federazione che si congratula per aver onorato la manifestazione con agonismo e sportività. Il 6 aprile l'ultima partita casalinga col CDM Futsal dove il Città di Mestre è in vantaggio (1-0) e gli arbitri dapprima danno solo giallo a Ramon (anziché rosso per regolamento, per una gomitata volontaria) e poi a 1 minuto dalla fine fanno finta di non vedere un frallaccio di Ramon (che sarebbe stato espulso per doppia ammonizione). A 34 secondi dalla fine il Città di Mestre subisce il gol del pareggio e poi, dopo due occasioni per il Città di Mestre con il quinto di movimento, a 9 secondi Ramon del CDM Futsal ruba palla e segna a porta vuota e la partita si conclude (1-2) ed il Città di Mestre in classifica è settimo, a due punti dalla zona playoff cui dà l'addio (l'ultima giornata riposa). Il 12 aprile l'annuncio della fusione delle due realtà mestrine (Città di Mestre e Fenice VeneziaMestre, entrambe in serie A2 Élite) che daranno vita ad un'unica società, la MestreFenice C5 che avrà come colori il bianco-arancione. Sabato 20 aprile la partita a Schio contro l'Altovicentino che viene vinta (17-6, la partita con più reti della stagione) ed in classifica il Città di Mestre sale quinto, ma senza speranze di playoff visto che l'ultima giornata riposerà. Dopo l'ultima giornata il Città di Mestre con 39 punti chiude ottavo in classifica (coi 3 punti della partita col CDM Futsal sarebbe stato quinto, quindi nei playoff). Il campionato si chiude vedendo il Città di Mestre primatista con il miglior attacco dei due gironi (119 reti) ed anche protagonista della partita con più gol (23, Altovicemtino-CdM 6-17). La prossima stagione sarà col MestreFenice C5 che da primi mesi del 2026 potrà utilizzare il costruendo nuovo palasport (1000 posti) in via del Granoturco. Il 4 maggio l'annuncio degli allenatori per la stagione 2024-25 che saranno i confermati Luca Mastrogiovanni e Mirco Vecchiato.

## Colori e simboli

### Colori
Alla nascita i colori del Malcontenta C5 erano bianconeri.
Dal 2013 i colori ufficiali sono l'arancio-nero (maglie arancioni, pantaloncini neri), gli stessi colori della squadra di calcio cittadina. La divisa "da trasferta" è nera con scritte arancioni, la terza maglia è bianca.

### Simboli

#### Stemma
Alla nascita (2005) lo stemma era bianconero con il logo della villa palladiana della Malcontenta in alto a destra. 
Dal 2010 al 2013 lo stemma cambia e riporta su sfondo di un pallone da calcio la testa di un leone in bianconero, con sfumature rosso-arancioni.
Dal 2013 al 2015 il logo è cerchiato, con inserita una grande torre arancionera che al centro riporta l'immagine della testa di leone (in arancione) sopra ad un pallone da calcio con dietro la rete della porta.

L'antico stemma di Mestre (dal medioevo al 1513)

Dal 2015 lo stemma sociale del Mestre è costituito da uno scudo color arancione, contenente uno scudetto crociato con corona turrita (evocante lo stemma araldico di Mestre e la torre civica, simbolo del centro urbano) e la denominazione sociale. Le scritte CM nello scudetto centrale stanno sia per "Communitas Mestrensis" (l'antico stemma medievale della città di Mestre) che per "Calcio Mestre" (o anche Città di Mestre). Ai lati le due date, 2005 la fondazione e 2013 il cambio del nome.
Dal 2020 il logo rimane lo stesso, ma scompare la scritta "A.S.D.".

## Statistiche e record
Si riportano di seguito le partecipazioni ai campionati della società dalla stagione 2007-08 in poi.
| Livello | Categoria      | Partecipazioni | Debutto   | Ultima stagione | Totale |  |
| ------- | -------------- | -------------- | --------- | --------------- | ------ |  |
| 2º      | Serie A2 Élite | 1              | 2023-2024 | 2023-2024       | 4      |  |
| 2º      | Serie A2       | 3              | 2020-2021 | 2022-2023       | 4      |  |
| 3°      | Serie B        | 5              | 2015-2016 | 2019-2020       | 5      |  |
| 4°      | Serie C1       | 1              | 2014-2015 | 2014-2015       | 1      |  |
| 5°      | Serie C2       | 4              | 2010-2011 | 2013-2014       | 4      |  |
| 6°      | Serie D        | 3              | 2007-2008 | 2009-2010       | 3      |  |

## Palmares
- Promozione in Serie A2 Élite: 1

2022-23
- Coppa disciplina della serie A2: 1

2021-2022 (53 squadre)
- Campionato di serie B: 1

2019-2020
- Coppa disciplina della serie B: 1

2019-2020 (86 squadre)
- Supercoppa di categoria Veneto: 1

2015-2016
- Campionati regionali: 1

2014-2015
- Coppa Italia regionale: 1

2014-2015
- Campionato di serie C2: 1

2013-2014
- Coppa Veneto di categoria: 1

2013-2014
- Campionato di serie D (provinciale): 1

2009-2010
- Coppa Venezia di categoria (serie D): 1

2009-2010

## Stagioni e giocatori
| stagione  | main sponsor         | campionato              | risultati e classifica                          | post season                                        | Coppa Italia                                            | coppe europee | formazione |
| --------- | -------------------- | ----------------------- | ----------------------------------------------- | -------------------------------------------------- | ------------------------------------------------------- | ------------- | --- |
| 2023-2024 | Green Project Agency | Serie A2 Élite girone A | 8 (13)                                          |                                                    | Perde (5-1) la Finale di Coppa Italia di Serie A2 Élite |               | 1 (port.) Sebastiano Di Odoardo, 2 Alvise Bergamo, 4 (cap.) Michele Bordignon, 6 Nicolò Vailati, 7 Gonzalo Pires, 8 Giacomo Ortolan, 9 Jesus Murga Grosso, 10 Luca Mazzon, 11 (v. cap.) Riccardo Crescenzo, 15 Christian Ruzzene, 17 Domenico Marchesano, 20 Simone Gioia, 21 Thiago William Martins detto Bebethinho, 22 (port.) Edoardo Mattiola. Allenatore: Alessandro De Martin, da gennaio 2024 Luca Mastrogiovanni.                         |
| 2022-2023 | Green Project Agency | Serie A2 girone A       | 6 (12) promosso in Serie A2 Élite               | primo turno dei playoff                            |                                                         |               | 1 (port) Giovanni Villano, 4 Michele Bordignon, 5 Nicolò Biancato, 7 Leandrinho, 8 Giacomo Ortolan, 9 Pasquale Del Gaudio, 10 Luca Mazzon, 11 Riccardo Crescenzo, 12 (port) Massimiliano Molin, 16 Juanillo, 18 Fabricio Urio, 22 Erick Bellomo, 69 (port) Sebastiano Di Odoardo, 97 Romeo Canaj. Allenatore: Alessandro De Martin (dal 14 novembre 2022 sostituisce Kim Serandrei dimissionario)                                                  |
| 2021-2022 | Green Project Agency | Serie A2 girone B       | 2 (12)                                          | 3º turno dei playoff                               | II° turno di qualificazione alle Final Four             |               | 1 (port) Giovanni Villano, 4 Michele Bordignon, 5 Nicolò Biancato, 7 Mattia D'Erme, 8 Javi Perez Rivera, 9 Giovanni Nicolazzi, 10 Luca Mazzon, 11 Riccardo Crescenzo, 13 Kapa Gulherme Pereira Gomes Da Silva, 16 Juanillo, 19 Riccardo Conte, 21 (port) Gustavo Bertoli, (22 Giacomo Camilla) 22 Erick Bellomo, 84 Saùl Olmo Campana. Allenatore: Luca Mastrogiovanni                                                                             |
| 2020-2021 | Campello Motors      | Serie A2 girone A       | 7 (12)                                          |                                                    |                                                         |               | 1 (port) Giovanni Villano, 2 (port) Nicola Tiozzo, 4 Michele Bordignon, 5 Nicolò Biancato, 7 Alessio Zanardo, 8 Ciro Peron, 9 Mattia Vettore, 10 Luca Mazzon, 11 Riccardo Crescenzo, 12 (port) Giacomo Rossato, 13 Stiven Zannoni, 16 (port) Davide Putano, 17 Douglas Alvaralhao Dos Santos, 19 Riccardo Conte, 20 Matteo Bari, 21 Mattia D'Erme, 28 Carlos Quinellato. Allenatore: Antonio Candeo (sostituisce Luigi Regondi il 26 gennaio 2021) |
| 2019-2020 | Città di Mestre      | Serie B girone C        | 1 promosso in serie A2                          |                                                    |                                                         |               | |
| 2018-2019 | Città di Mestre      | Serie B girone C        | 6 (12)                                          |                                                    |                                                         |               | |
| 2017-2018 | Città di Mestre      | Serie B girone C        | 6 (12)                                          |                                                    |                                                         |               | |
| 2016-2017 | Città di Mestre      | Serie B girone C        | 6 (12)                                          |                                                    |                                                         |               | |
| 2015-2016 | Città di Mestre      | Serie B girone C        | 8 (12)                                          |                                                    |                                                         |               | |
| 2014-2015 | Città di Mestre      | Serie C1                | 3 (12)                                          | vince i playoff ed è promosso in serie B           |                                                         |               | |
| 2013-2014 | Città di Mestre      | Serie C2                | 1 (16) promosso in serie C1                     |                                                    |                                                         |               | |
| 2012-2013 | Città di Mestre      | Serie C2                | 9 (15)                                          |                                                    |                                                         |               | |
| 2011-2012 | Città di Mestre      | Serie C2                | 12 (16)                                         |                                                    |                                                         |               | |
| 2010-2011 | Città di Mestre      | Serie C2                | 12 (15) retrocesso in serie D - ripescato in C2 |                                                    |                                                         |               | |
| 2009-2010 | Città di Mestre      | Serie D                 | 1 (15) promosso in serie C2                     |                                                    |                                                         |               | |
| 2008-2009 | Città di Mestre      | Serie D                 | 2                                               | vince i playoff - non promosso per differenza reti |                                                         |               | |
| 2007-2008 | Città di Mestre      | Serie D                 | 3                                               |                                                    |                                                         |               | |

## Organigramma societario
- Presidente: Marco Chiozzotto
- Vice Presidente: Silvia Benetti
- Segretario: Michela Morosini
- Direttore Generale e Direttore Sportivo: Mariano Bidoia
- Consigliere: Antonio Pettenello
- Consigliere: Nicola Parisi
- Consigliere: Tommaso Bevilacqua
- Consigliere: Silvia Benetti
- Team Manager Serie A2 : Luca Novello
- Responsabile Marketing: vacante
- Direttore Sportivo settore giovanile: Gianmarco Marinato
- Dirigente U19: Samuele Scarpa
- Dirigente U17: Michelangelo Chiozzotto
- Dirigente U17: Luca Chiparo
- Dirigente U15: Roberto Zamengo
- Dirigente U15: Bruno Caravello
- Direttore Sportivo Scuola Calcio: Gianmarco Marinato
- Dirigente Esordienti: Daniele Chiapolin
- Dirigente Pulcini: Stefano Stocco
- Dirigente Primi Calci: Malcom Moretto
- Dirigente Piccoli Amici: Massimiliano Garbin
- Addetto stampa: Alessandro Torre
- Addetto video Alessia Da Canal
- Fotografo: Alberto Ferraboschi

- Allenatore Serie A2 Élite: Mirco Vecchiato
- Allenatore in 2ª Serie A2 Élite: Mirco Vecchiato
- Allenatore Under 19: Mirco Vecchiato
- Preparatore Portieri: Sebastiano Menapace
- Preparatore Portieri U19: Mirko Cazzaro
- Preparatore Atletico: Aurelio Conte
- Fisioterapista: Massimo Peloi
- Allenatore Under 17: Tommaso Bevilacqua
- Preparatore Portieri Under 17: Andrea Moscarella
- Allenatore Under 15: Davide D'Erme
- Preparatore Portieri Under 15: Andrea Moscarella
- Preparatore Atletico Settore Giovanile: Alessandro Barzon

- 2005-2007  Luigi Baldo
- 2007-2013  Alessandro Busso
- 2013-2016  Davide Campagner
- 2016-2018  Michele Frizziero
- 2018-2019  Diego Giacon
- 2019-2020  Antonio Candeo
- 2020-gen. 2021  Luigi Regondi
- gen.-giu. 2021  Antonio Candeo
- 2021-2022  Luca Mastrogiovanni
- 2022 fino al 13 novembre  Kim Serandrei
- 2022-2023  dal 14 novembre Alessandro De Martin
- 2023-2024 fino al 28 Gennaio  Alessandro De Martin
- 2024  Mirco Vecchiato

## Galleria d'immagini

### Giocatori

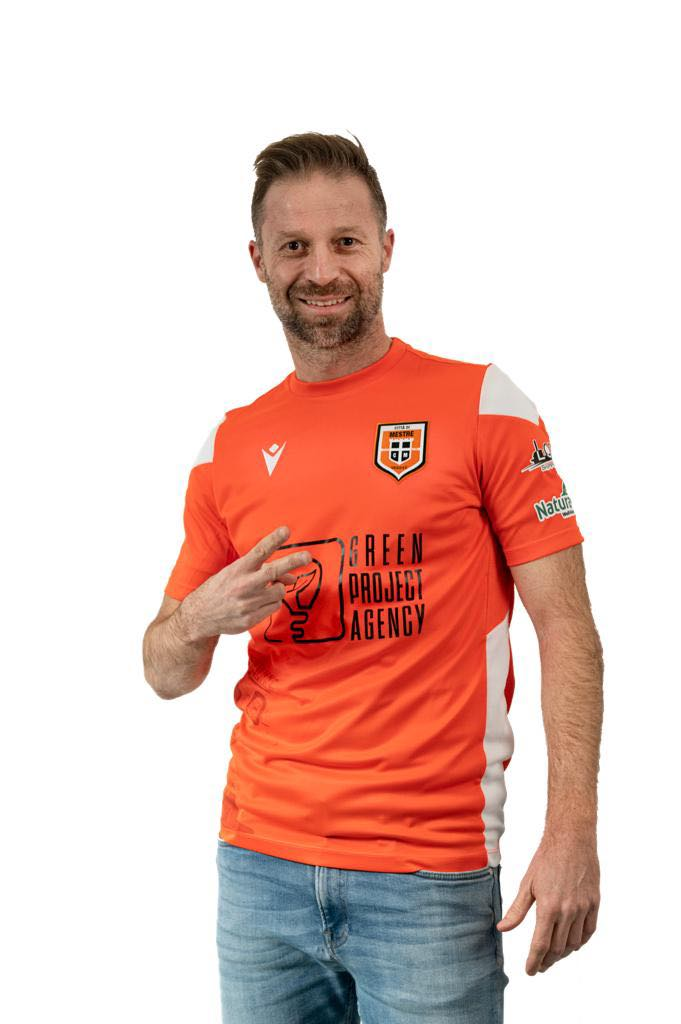
Erick Bellomo con la maglia del Città di Mestre nel 2021-22.
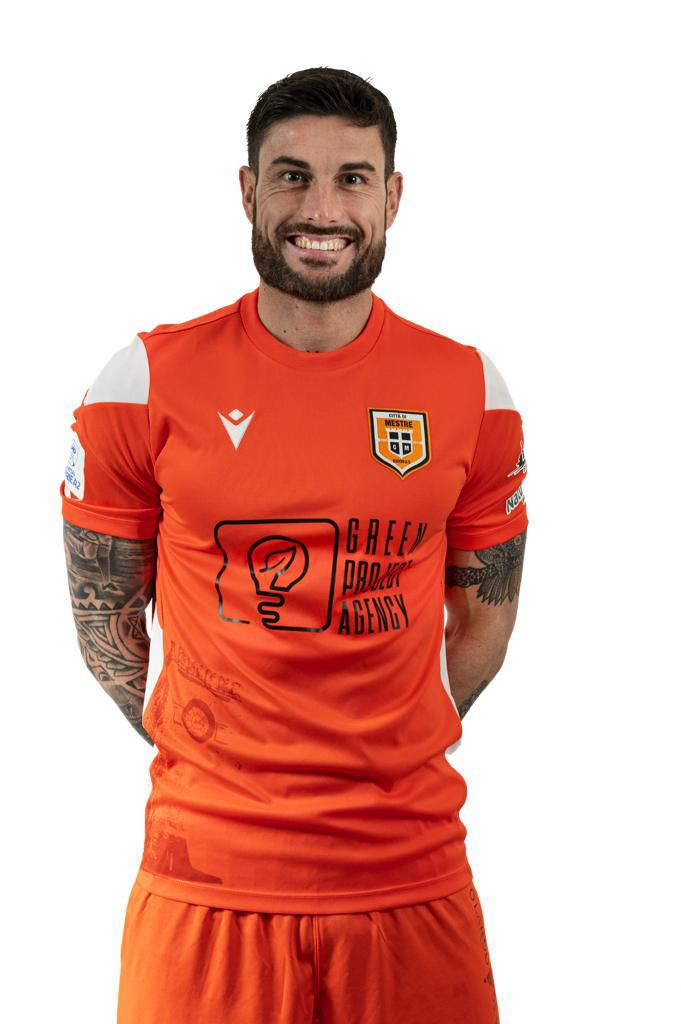
Juan Perez Lozano (detto Juanillo) con la maglia del Città di Mestre nel 2021-22.
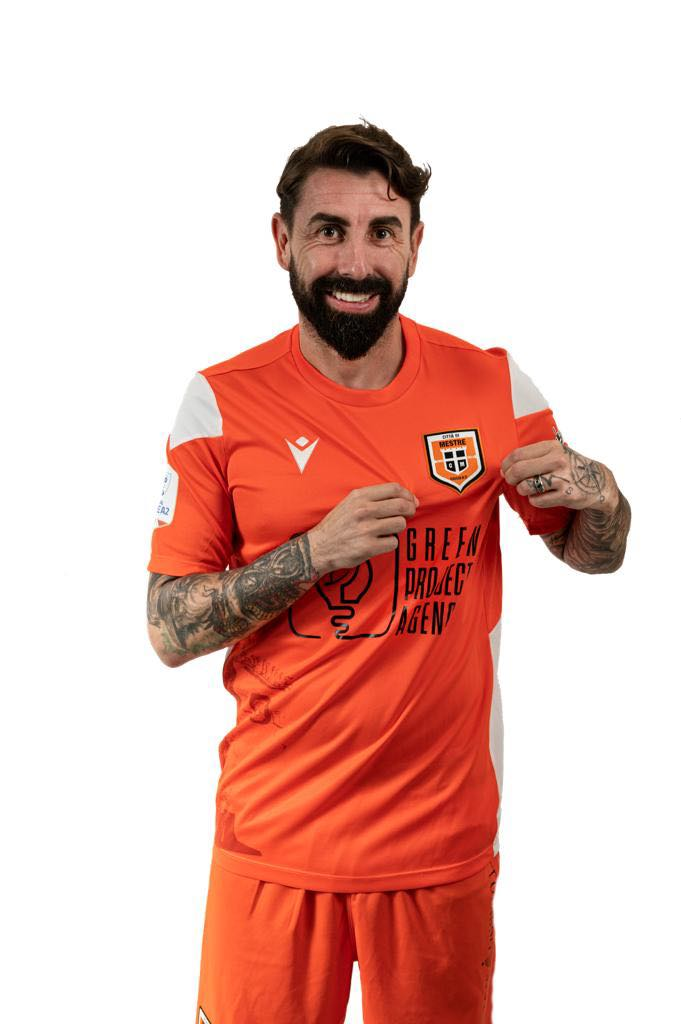
Saúl Olmo con la maglia del Città di Mestre nel 2021-22.
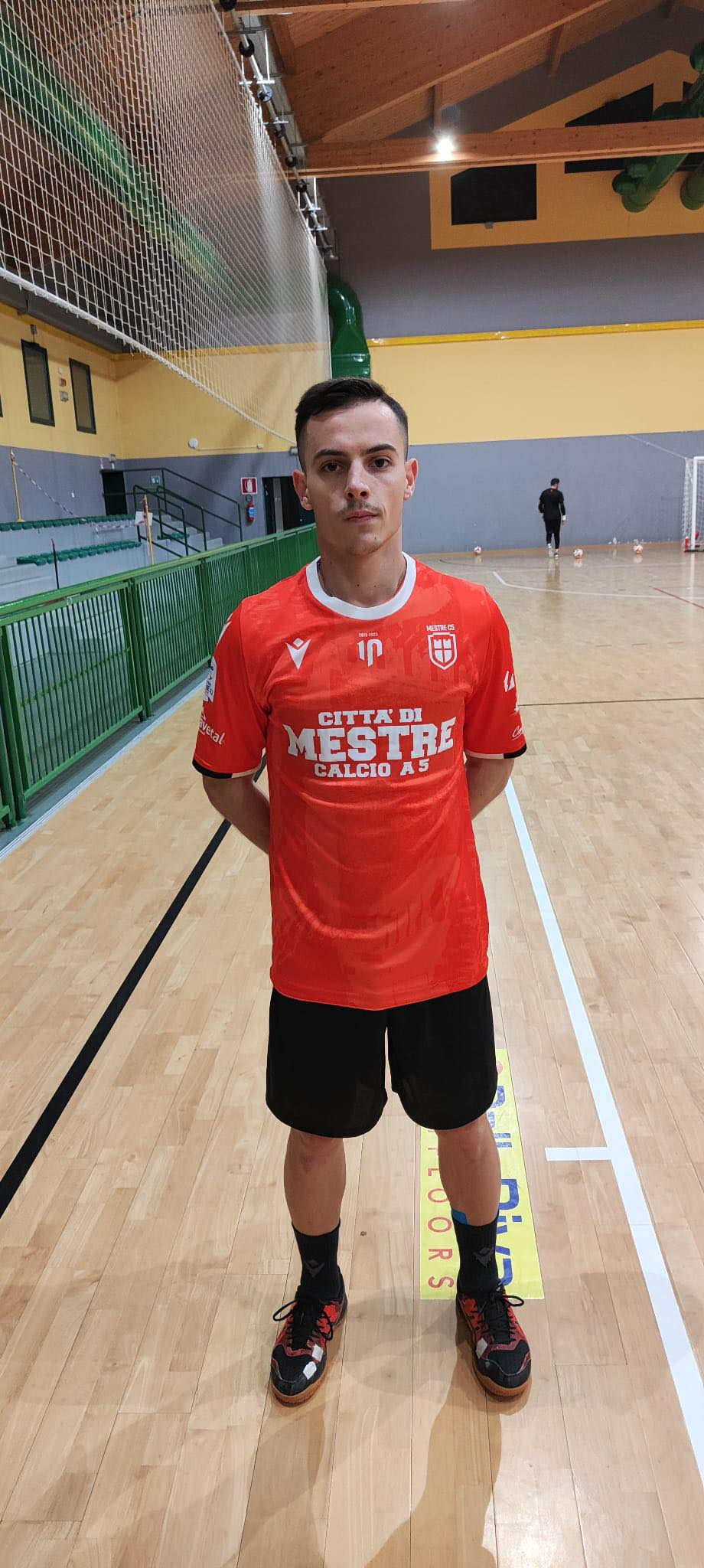
Gonzalo Pires con la maglia del Città di Mestre nel 2023-24.
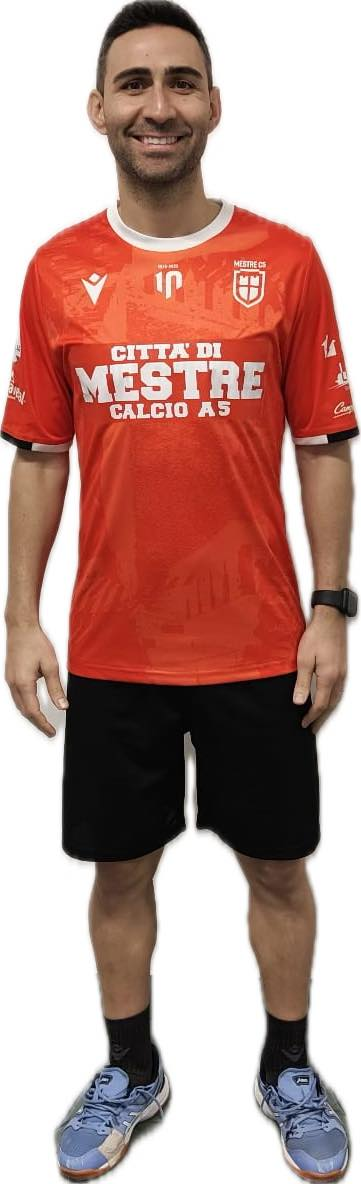
Bebetinho con la maglia del Città di Mestre, stagione 2023-24